# Tokyo Disneyland
 For alternative betydninger, se Disneyland (flertydig). (Se også artikler, som begynder med Disneyland)
Tokyo Disneyland (東京ディズニーランド Tōkyō Dizunīrando) (lokalt kortnavn TDL) er en 47 hektar stor forlystelsespark ved Tokyo Disney Resort i Urayasu i Chiba-præfekturet i Japan, nær Tokyo.
Tokyo Disneyland åbnede den 15. april 1983 som den første Disney temapark uden for USA. Forlystelsesparken ejes af The Oriental Land Company, der har licens fra The Walt Disney Company og er de eneste Disney-parker, der ikke er ejet af The The Walt Disney Company (der dog har kreativ kontrol).

## eksterne henvisninger
- Tokyo Disney Resort Hjemmeside

35°37′58″N 139°52′50″Ø / 35.632777777778°N 139.88055555556°Ø